# Eli Bartra
Eli Bartra (Ciudad de México, 6 de septiembre de 1947) es una filósofa, pionera en la investigación sobre mujeres y arte popular en distintas partes del mundo, pero particularmente en México. Es hija de los escritores catalanes exiliados Anna Murià y Agustí Bartra, que se establecieron en México tras la derrota de la República española a manos del fascismo franquista. Es hermana del sociólogo mexicano Roger Bartra.

## Actividad
Desde 1977 es profesora en la Universidad Autónoma Metropolitana-Xochimilco (UAM-X), profesora Distinguida desde 2017 y miembro del Sistema Nacional de Investigadores (SNI) Nivel III. En 1982 fue cofundadora del área Mujer, Identidad y Poder, del Departamento de Política y Cultura de la Universidad Autónoma Metropolitana-Xochimilco (UAM-X), Coordinadora de la Maestría en Estudios de la Mujer en 1989 y Coordinadora del Doctorado en Estudios Feministas en la misma universidad desde 2017 hasta 2019. Es una investigadora de las artes visuales de las mujeres en México con una mirada feminista. Ha escrito múltiples libros, artículos y capítulos de libros. Ha ido como profesora invitada a distintos países como el Reino Unido, España, Brasil, Argentina, Japón y los Estados Unidos. Su contribución ha sido mencionada en la revista Proceso, Jump Cut. A Review of Contemporary Media y en el libro Ideas Feministas Latinoamericanas de Francesca Gargallo donde la autora le dedica unas páginas a su carrera como filósofa feminista y como una discípula de la filósofa Graciela Hierro.

## Biografía

### Educación
Es doctora en Filosofía por la Universidad Nacional Autónoma de México (1990). Entre 1973 y 1974 realizó estudios de Doctorado en Sociología de la Literatura en la Escuela Práctica de Altos Estudios en Ciencias Sociales en París. En 1973 obtuvo el título de Maîtrise Specialisée en Esthétique por la Universidad de París I (Sorbona). Estudió la licenciatura en Filosofía Filosofía en la Facultad de Filosofía y Letras de la Universidad Nacional Autónoma de México.

### Carrera académica
En 1968, coordinó las exposiciones en el Comité Coordinador de las Olimpiadas Culturales en México; fue coordinadora de exposiciones en el Museo de Ciencias y Arte de la Universidad Nacional Autónoma de México entre 1967 y 1969. Ha sido investigadora y profesora desde 1974. Trabajó en la revista Artes Visuales, Museo de Arte Moderno, México, 1977-80.

### Metodología Feminista
Bartra ha insistido en la necesidad del desarrollo de “metodologías feministas” propias del caso mexicano, ausentes o poco desarrolladas gracias a lo que define como "colonización intelectual". Con esto, denuncia que en los países llamados “subdesarrollados”, y en México como caso particular, la teoría feminista ha hecho uso de herramientas y metodologías ajenas a sus contextos y subjetividades específicas. Insatisfecha, pues, con la tendencia dominante de la investigación multicultural y políticamente correcta, Bartra propone por el contrario una metodología feminista que no debe considerarse esencialista, sino que reconozca su perspectiva abiertamente antisexista.
Lo que defiende Bartra, en este sentido, no es que la metodología feminista deba tener un método y un objeto de estudio distinto, sino que esta considere “un punto de vista feminista”, entendiendo por ello no una ortodoxia (pueden existir diversos puntos de vista feministas), sino el suelo común compartido por todo estudio cuyo objetivo sea la destrucción de los prejuicios sexistas en la investigación, y cuya finalidad, ante todo, sea la liberación de las mujeres. El “punto de vista feminista” de la investigación delimita el punto de partida, el inicio de la investigación; se trata, esencialmente, de una perspectiva o “acercamiento a la realidad” que pretende combatir el sesgo sexista que domina en la producción intelectual, impregnándola de falsificación y segregaciones por su tono eminentemente patriarcal.

### Publicaciones

#### Libros
- Nudes and Naked Women in the Arts: Mexico and Beyond, Lanham, MD., Lexington Books/ Rowman & Littlefield, 2022. ISBN 978-1-7936-4744-3 (impreso) ISBN 9781793647450 (ebook)
- Desnudo y arte, México, UAM-X, 2ª ed., 2021. ISBN 9 786072823679
- Feminismo en acción, México, UAM-X, 2021., México, UAM-X, 2021. (Coordinadora con Ana Lau Jaiven y Merarit Viera Alcazar) Isbn 978-607-28-2295-5 (impreso). Isbn 978-607-28-2296-2 (epub).
- Estrategias creativas de sobrevivencia. Feminismo y arte popular, México, UAM-X, 2021. (Coordinadora con Liliana Elvira Moctezuma). Pdf y papel ISBN                             9786072822474
- Interculturalidad estética y prácticas artesanales. Mujeres, feminismo y arte popular, México, UAM, 2019. (Coordinadora con Liliana Elvira Moctezuma y Marisol Cárdenas. Introducción y capítulo).
- Feminism and Folk Art: Case Studies in Mexico, Japan, New Zealand, and Brazil, Lanham, MD., Lexington Books/ Rowman & Littlefield, 2019.
- Desnudo y arte, Bogotá, Desde Abajo, 2018.
- Mujeres, feminismo y arte popular, México, UAM/UNISINOS/Obra abierta, 2015. (Coordinadora con Ma. Guadalupe Huacuz Elías, Introducción y capítulo).
- Mosaico de creatividades. Experiencias de arte popular, México, UAM, 2013.
- Women in Mexican Folk Art. Of Promises, Betrayals, Monsters and Celebrities, Cardiff, University of Wales Press, 2011.
- Museo Vivo. La creatividad femenina, México, Extensión Universitaria, UAM-X, 2008. (Compilación y prólogo).
- Mujeres en el arte popular. De promesas, traiciones, monstruos y celebridades, México UAM/Conaculta-FONCA, 2005.
- Estudios feministas en América Latina y el Caribe, México, Maestría en Estudios de la Mujer-UAM/PUEG-UNAM, 2005. Cd-Rom. (Co-compiladora).
- Creatividad invisible. Mujeres y arte popular en América Latina y el Caribe, México, PUEG-UNAM, 2004. (Comp.)
- Crafting Gender. Women and Folk Art in Latin America and the Caribbean, Durham/Londres, Duke University Press, 2003. (Ed.).
- Frida Kahlo. Mujer ideología y arte, Barcelona, Icaria, Colección Antrazyt 70, 3.ª ed., 2003.
- Neofeminism in Mexico, Working Paper # 33, Durham, Duke-UNC-Chapel Hill, mayo de 2001.
- Feminismo en México, ayer y hoy, México, UAM, Colección Molinos de Viento 130, 2000. (2ª edición 2002). (Coautora).
- Política y Cultura, “Raza/etnia y género”, N° 14, México, UAX-X, otoño 2000. (Co-compilación).
- Faldas y pantalones. La mujer en el cine de la Revolución Mexicana, México, UNAM, "Texto sobre imagen", Colección de la Filmoteca de la UNAM, Núm. 3, junio de 2000.
- Debates en torno a una metodología feminista, México, UAM-X, 1998. (2ª edición PUEG-UNAM / UAM-X, 2002). (Compiladora). ISBN 9706542981
- Política y Cultura, "Cultura de las mujeres", Núm. 6, México, UAM-X, primavera 1996. (Co-compilación).
- En busca de las diablas. Sobre arte popular y género, México, UAM-X/Ed. Tava, 1994.
- Frida Kahlo. Mujer, ideología, arte, Barcelona, Icaria, Colección Antrazyt 70, 2ª ed.,1994; 4ª ed. 2005. (1ª ed. Mujer, ideología y arte, Barcelona, LaSal, edicions de les dones, Colección Cuadernos Inacabados N.º 8, 1987).
- Política y Cultura, "Mujeres y política", Núm. 1, México, UAM-X, otoño 1992. (Compilación).
- Coeditora, compiladora y colaboradora de Memoria del IV Encuentro Feminista Latinoamericano y del Caribe, México, 1988.
- Mujer: una bibliografía. México, (Coautora), México, UAM-X, 1984.
- La Revuelta (Reflexiones, testimonios y reportajes de mujeres en México, 1975-1983), México, Martín Casillas Editorial, 1983. (Coautora).

#### Artículos y capítulos de libros
- “Alebrijes”, Eric Zolov (ed.) Iconic Mexico: An Encyclopedia from Acapulco to Zócalo, Santa Barbara, Ca. ABC-Clio, Vol. I, 2015.
- “Historia y género en el documental de Maricarmen de Lara: Alaíde Foppa. La sin ventura”, J.M. Caparrós Lera, Magí Crusells y Francesc Sánchez Barba (eds.) Memoria histórica y cine documental, Barcelona, Universitat de Barcelona, 2015.
- “Fragmentos de una carta tardía”, Francesca Gargallo et al. Coords. Maestra, filósofa, feminista. Graciela Hierro: un homenaje, México, UNAM, 2014.
- Texto “Autodesnudas” y Curaduría de la exposición “Autodesnudas”, Museo de Mujeres Artistas Mexicanas (MUMA), julio de 2014.[8]
- “La frónesis y la hibris de los estudios sobre mujeres”, Frónesis, Revista de Filosofía Jurídica, Social y Política, Instituto de Filosofía del Derecho Dr. J.M. Delgado Ocando, Uni ver si dad del Zulia, Venezuela, Vol. 21, No. 1, 2014, pp. 85–96.
- “¿Y siguen las brujas conspirando? En torno a las luchas feministas en México”, Francesca Gargallo y Rosario Galo Moya (coords.) Las políticas del sujeto en Nuestra América, México, UAEM, 2013, pp. 179–197.
- “Un siglo… las mujeres. Retazos de historia” en Emma Cecilia García Krinsky, Mujeres detrás de la lente. 100 años de fotografía en México 1910-2010, México, Conaculta, 2012.
- “How black is La negra Angustias?” Third Text, 116, Londres, mayo de 2012.
- “Puentes diversos entre feminismo y artes visuales” en Xabier Arakistain y Lourdes Méndez (comps.)  Producción artística y teoría feminista del arte: nuevos debates III, Vitoria, España, Ayuntamiento de Vitoria/Montehermoso, 2012, (en vasco, español e inglés), pp. 6–13; 124-131; 246-253. ISBN 928-849684543-5.
- “Feminismo no Mexico: diversidade de vozes”, Revista Labrys, études féministes / estudos feministas, N.º 19, enero/junio de 2011.
- “¿Qué tan negra es La Negra Angustias?”, 20/10, 10, México, invierno 2010.
- “Genders and Feminism in the Films of Maricarmen de Lara”, Jump Cut. A Review of Contemporary Media, 52, verano 2010.
- “Retos y posibilidades de la investigación con ‘enfoque de género’ en el México del siglo XXI” o [Retos y posibilidades de la investigación feminista en México hoy], GenÉros, N.º 6, Época 2, Año 16, Colima, Universidad de Colima, sep. 2009-feb. 2010.
- “Acerca de la investigación y la metodología feminista”, Norma Blázquez Graf, Fátima Flores Palacios y Maribel Ríos Everardo (coords.) Investigación feminista. Epistemología, metodología y representaciones sociales, México, CEICH-UNAM, 2010, pp. 67–77.
- “Arte y género en Japón: lacas shunkei y edo hagoita”, Estudios de Asia y África 140, Vol. XLIV, N.º 3, México, El Colegio de México, septiembre-diciembre de 2009. (Con Kanae Omura).
- “Rumiando en torno a lo escrito sobre mujeres y arte popular “, La Ventana, N°28, Género y arte, diciembre de 2008.[9]
- “Entwurzelte, Nomaden? (Trasterradas, ¿nómades?)”, Gisela Weimann (Hg.), Geteilte Zeit. Fragen und Antworten, Weimar, Edition Eselsweg, 2008, pp. 262–269.
- “Displaced or Nomadic Subjects, N.Paradoxa, N°20, Londres, 2008.
- “Teresa Puig: Veu de les sense veu i sense rostre”, Teresa Puig. La ciutat condemnada al desert malaït, Terrassa, Barcelona, Ajuntament de Terrassa, mayo de 2008.
- “O sorriso da lua”, Antropolítica, n° 21, Nitéroi, Río de Janeiro, Universidade Federal Fluminense, 2008.
- “Bell-Women: Harmony of Tradition and Modernity”, Textile. The Journal of Cloth and Culture, Vol.6, No.1, Berg, United Kingdom, marzo de 2008.
- “Mujeres-campana: armonía entre tradición y modernidad”, GénEros, No. 3, época 2, año 15, Colima, Universidad de Colima, marzo-agosto de 2008.
- “Géneros y feminismo en la obra cinematográfica de Maricarmen de Lara”, Debate feminista, Año 19, Vol.37, abril de 2008.
- “Arte popular y mujeres”, Susana Beatriz Gamba (coord.), Diccionario de estudios de género y feminismos, Buenos Aires, Biblos, 2007.
- “Autorretrato con el retrato de Diego en el pecho y María entre las cejas”, Frida Kahlo 1907-2007. Homenaje Nacional, México, Museo del Palacio de Bellas Artes, 2007. pp. 346–349.
- “Gender and Japanese Folk Art: Shunkei Lacquers and Edo Hagoita”, Journal of Gender Studies, N° 10, Tokio, Japón, Institute for Gender Studies/Ochanomizu University, 2007. (Coautora).
- “No es por gusto”, La Jornada, México, 4 de abril de 2007, p. 33.
- “Una imagen globalizada”, El Ángel. Suplemento Cultural de Reforma, México, 11 de febrero de 2007.
- “Ficciones cinematográficas de Frida Kahlo”, Confabulario, México, Año 3, N° 143, 13 de enero de 2007. (Coautora).
- “Las luchas neofeministas en México”, Recordar la historia, Puebla, ICSH “Alfonso Vélez Pliego”-BUAP/Colectivo Utopía, 2006.
- “Arte y feminismo”, Catálogo Premio Mariano Aguilera, Quito, Ecuador, 2006.
- “Negritud y feminismo. Arte popular brasileño”, Imperio y resistencias, México, DCSH, UAM-X, 2006. CD Rom.
- “Apontamentos para repensar o movimento feminista mexicano”, Luzinete Minella et al. (eds.) Saberes e Fazeres de Gênero: entre o local e o global, Florianópolis (Brasil), Universidade Federal de Santa Catarina, 2006, 358 pp.
- “Las dos Fridas: historia e identidades transculturales”, Secuencia. Revista de historia y ciencias sociales, N° 65, México, Instituto Dr. José María Luis Mora, mayo-agosto de 2006. (Coautora).
- “Teresa Puig o el más puro sentimiento trágico de la vida”, Discurso Visual, revista electrónica, Cenidiap, Bellas Artes, 2005.
- “As duas Fridas: història e identidades transculturais”, Revista Estudos Feministas, Florianópolis, Brasil, UFSC, Vol. 13, N°1, 2005. (Coautora).
- “Las Dos Fridas: History and Transcultural Identities”, Rethinking History, Vol.9, N°4, Routledge-Taylor & Francis, diciembre de 2005. (Coautora).
- “Renate Reichert y Frida Kahlo, de la mano”, Casa del tiempo, México, Vol. VII, Época II, Nos. 78-79, julio-agosto de 2005.
- “Nuevo milenio ¿nuevas propuestas feministas?”, Fina Birulés & Isabel Peña Aguado eds. La passió per la llibertat. A Passion for Freedom, Barcelona, Universitat de Barcelona 2004.
- “Frida Kahlo en el siglo XXI”, Frida Kahlo. Un homenaje, México, Museo Dolores Olmedo/Museo Frida Kahlo/Museo Diego Rivera Anahuacalli/Artes de México, 2004.
- “Nadie va a hacernos la tarea”, Gaceta Universidad, Órgano Oficial de la Benemérita Universidad Autónoma de Puebla, 76, Puebla, julio de 2004.
- “Women and Folk Art in Mexico” (en japonés), F-Gens Frontiers of Gender Studies, 1, Tokio, Universidad Ochanomizu, marzo de 2004.
- “Meksika’da Kadin ve Portre”, Fotografya, N.º 8, Turquía, 2004.
- “Mujeres que bordan milagros”, Artesanías de América. Revista del Centro Interamericano de Artesanías y Artes Populares (CIDAP), N.º 55, Cuenca, Ecuador, diciembre de 2003.
- “Una miríada siempre invisible: mujeres en el arte popular” en Mª Elvira Iriarte y Eliana Ortega (eds.) Espejos que dejan ver. Mujeres en las artes visuales latinoamericanas, Santiago de Chile, ISIS Internacional, 2002..
- “Retazos de una historia de trasterradas", Tratos y retratos. Vínculos entre madre e hija, Nora García Colomé (compiladora), México, UAM-X, 2001. ISBN 9706549412[10]
- “Frida Kahlo en el arte popular mexicano”, Geografía de la mirada. Género, creación artística y representación, Marián López F. Cao (ed.), Madrid, Instituto de Investigaciones Feministas de la Universidad Complutense/ Asociación Cultural A-Mudayna, 2001.
- "De las mujeres en la UAM", Mujeres mexicanas del siglo XX. La otra revolución, Francisco Blanco Figueroa, director, México, Edicol/UAM/IPN/UNAM/UAM/UANL/UAEM/UACJ, Tomo 3, 2001.
- “Claves para descifrar el abecedario feminista”, Mujeres mexicanas del siglo XX. La otra revolución, Francisco Blanco Figueroa, director, México, Edicol/UAM/IPN/UNAM/UAM/UANL/UAEM/UACJ, Tomo 3, 2001.
- “Estudios de la mujer, de las mujeres de género/Studying Woman, Women’s Studies, Gender Studies”, Emma Zapata, Verónica Vázquez y Pilar Alberti (coord.), Género, feminismo y educación superior: una visión internacional/Gender, Feminism and Higher Education: An International Overview, México, Colegio de Posgraduados en Ciencias Agrícolas/ISEI/ The British Council/ MIAC/ANUIES, 2001.
- “Sobre la creatividad femenina”, Ma. de Rubí Gómez (coordinadora), Filosofía, Cultura y Diferencia Sexual, México, Universidad Autónoma de San Nicolás de Hidalgo/Plaza y Valdés, 2001.
- “Mujeres y arte popular en el neozapatismo”, Reflexiones finiseculares, Mario Alejandro Carrillo, (coordinador), México, UAM-X, 2000. ISBN 9706549137[10]
- “Arte popular y feminismo”, Revista Estudos Feministas, vol. 8, N°1, Florianópolis, Centro de Filosofía e Ciencias Humanas, UFSC, 2000.
- "Of Alebrijes and Ocumichos: Some Myths about Folk Art and Mexican Identity" en Erik Camayd-Freixas y José Eduardo González, The Returning Gaze: Primitivism and Identity in Latin America, Tucson, The University of Arizona Press, 2000.
- “El feminismo y el uso del velo”, Tramas, Nos.14/15 México, UAM-X, junio/diciembre 1999.[10]
- "El movimiento feminista en México y su vínculo con la academia", La ventana, N.º 10, Universidad de Guadalajara, 1999.
- "El género en el cine de la Revolución Mexicana", Casa del Tiempo, Vol. II, Época III, N.º 9, México, UAM, octubre de 1999. (Republicado en Avizora, (1 de abril de 2004).[11]
- "El arte popular, expresión femenina por excelencia", Triplejornada, México, N.º 13, 6 de septiembre de 1999.
- "From the Back Yard", Women's Studies Network (UK) Association Newsletter, N.º 30, julio de 1998.
- "Algunos desafíos de la mujer en México" en Estudios de la mujer en América Latina, Gloria Bonder (ed.), Washington D.C., Colección Interamer, OEA, 1998.
- "Más allá de la tradición: sincretismo, género y arte popular en México", E.I.A.L., Universidad de Tel Aviv, Vol. 9, N.º 1, enero-junio de 1998.
- "Arte popular mexicano y género" en México en movimiento. Las artes y la cultura popular en México, Hub. Hermans, Dick Papousek y Catherine Raffi-Béraud (comps.), Groningen, Centro de Estudios Mexicanos, Universidad de Groningen, 1998.
- "Estudios de la mujer: ¿un paso adelante dos pasos atrás?", Política y cultura, N.º 9, México, UAM-X, invierno 1997.[10]
- "Popular Culture and Gender: The Mexican 'Judas'", Studies in Latin American Popular Culture, Volumen 16, University of Arizona, 1997.
- "Women and Portraiture in Mexico", History of Photography, Vol.20, N.º 3, Londres, otoño 1996.
- "El Colectivo La Revuelta o de cuando las brujas conspiraban", Fem, México, Año 20, Nº163, octubre de 1996.
- "Por las inmediaciones de la mujer y el retrato fotográfico: Natalia Baquedano y Lucero González", Política y Cultura, México, N.º 6, primavera 1996.[10]
- "El género revisitado" en  Estudios de género en Michoacán. Lo femenino y lo masculino, (Miriam Aidé Núñez Vera et al. eds.), Michoacán & México, Universidad Michoacana de San Nicolás de Hidalgo & Universidad de Chapingo, 1995..
- "Mexico: The Struggle for Life, or Pulling Off the Mask of Infamy", Women and Politics Worldwide, (Barbara J. Nelson y Najma Chowdhury eds.), New Haven, Yale University Press, 1994.
- "La Primera Guerra Mundial y el auge del cine catalán: un estudio de Barcinógrafo y de Magí Muriá" (con Llorenç Esteve), Film Historia, Barcelona, Universidad de Barcelona, Vol. IV, N.º 1, junio de 1994.
- "Canto y dignidad. Entrevista con Betsy Pecanins," La Jornada Semanal, 258, México, 22 de mayo de 1994.
- "Género: mujer...¿Ganando espacios?", Doblejornada, México, 4, abril de 1994.
- "Les 'febres de l'or' de Magí Muria, pioner del cinema a Catalunya", Revista de Catalunya, Barcelona, N.º 80, diciembre de 1993.
- "El cos de dona com a eix de la vida i la pintura de Frida Kahlo". Duoda. Revista d'Estudis Feministes, Barcelona, Centre d'Investigació Històrica de la Dona, Universidad de Barcelona, 1993.
- "Diablons d'allà i d'aquí", El Temps, Valencia, 18 de octubre de 1993.
- "Estudios de la mujer o estudios de género", Hojas de Warmi, Barcelona, N° 5/6, junio-nov. 1993.
- "Mujeres y política en México: aborto, violación y mujeres golpeadas", Política y Cultura, México, Universidad Autónoma Metropolitana- Xochimilco, N.º 1, otoño 1992.[10]
- "Frauen-Kunst-Handwerk", Mexiko, Stadt der Frauen, Berlín, Neue Gesellschaft fur Bildende Kunst, 1991.
- "Ser o no ser mujer...", Omnia, México, UNAM, Año 6, N° 20, septiembre, 1990 y en El Día, México, 15 de septiembre de 1991.
- "Las identidades de Frida Kahlo", La Jornada Semanal, México, N° 94, 31 de marzo de 1991..
- "Femineidad y feminismo", La naturaleza femenina, Garciela Hierro (comp.), México, UNAM, 1985.
- "Notas sobre arte y feminismo", Territorios, México, UAM-X, N° 7, marzo-abril, 1981.
- Editorialista de Uno más Uno y publicación de unos 17 artículos periodísticos, México, 1979-1981.
- "Retorno de um mito: a arte popular", Arte em Revista, Sao Paulo, Brasil, N° 3, marzo de 1980.
- "Retorno de un mito: el arte popular", Sábado, Uno más Uno, México, marzo de 1979.
- Colaboradora de la revista  Artes Visuales, Museo de Arte Moderno, INBA, México, 1977-1980. (Publicación de varios artículos).
- Colaboración en La Cultura en México, suplemento de Siempre!, México, 24 de noviembre de 1977.
- Colaboradora del periódico feminista La Revuelta, México, 1976-1978. (Publicación de varios artículos).
- "Función del arte y papel del artista en nuestra sociedad", Historia y Sociedad, México, N° 4, invierno, 1974.